# 基隆泽兰
基隆泽兰（学名：Eupatorium luchuense var. kiirunense）为菊科泽兰属下的一个变种。产于台湾。琉球群岛也有分布。